# Willian Arão
Willian Souza Arão da Silva (São Paulo, 12 de março de 1992) é um futebolista brasileiro que atua como volante ou zagueiro. Atualmente joga no Santos.

## Carreira

### São Paulo
Willian Arão começou nas categorias de base do Grêmio Barueri, onde se destacou e foi para a base do São Paulo em 2008. Dois anos depois foi campeão da Copa São Paulo de Futebol Júnior, numa equipe que contava ainda com Casemiro, Lucas Moura e Bruno Uvini.
Sua boa participação na Copinha daquele ano chamou atenção do poderoso empresário italiano Mino Raiola. O agente entrou em contato com o pai do atleta e o levou ao Espanyol, da Espanha.

### Espanyol
Logo após a sua saída do São Paulo, Willian Arão foi contratado pelo Espanyol, de Barcelona. Com poucas chances, ora treinava no time principal, ora com o time B. Por problemas burocráticos, optou por voltar ao Brasil.
Apesar de não ter participado de nenhum jogo oficial pelo clube, Arão, em entrevista ao ESPN, disse que seu futebol evoluiu muito com o trabalho realizado com o então técnico da equipe, Mauricio Pochettino.
| “ | Aprendi muito sobre o estilo de jogo, a disciplina tática e o toque de bola rápido. São coisas que até hoje tento implementar no meu jogo. Além disso, aprendi a falar espanhol. Foi uma experiência boa, mas não foi aquilo que imaginei ou planejei. Mesmo assim, foi bem legal. | ” |

### Corinthians

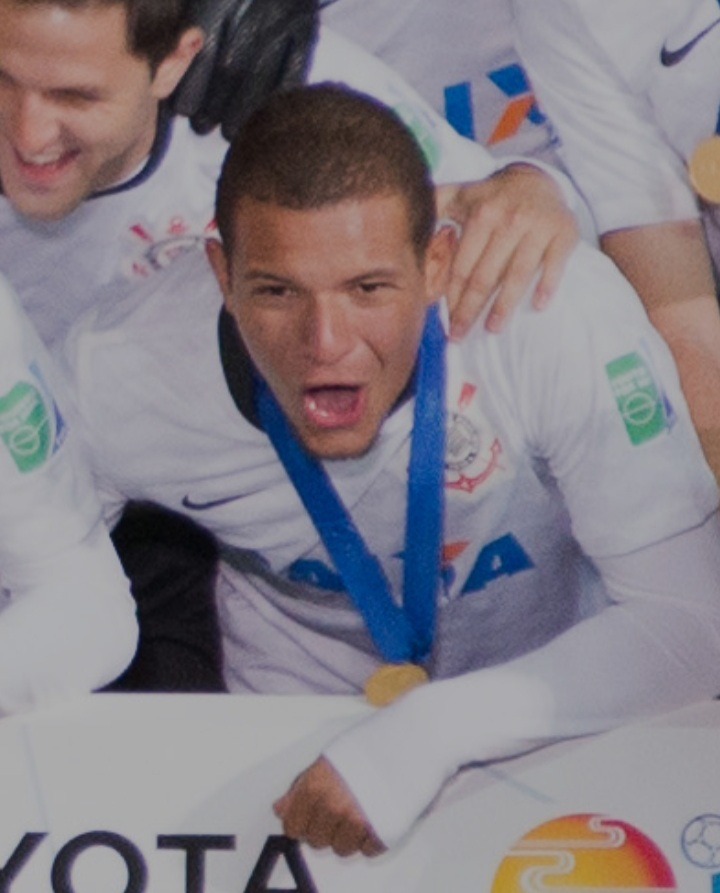
Arão celebrando a conquista do Mundial de Clubes de 2012

Retomou conversas com o Corinthians, que havia manifestado interesse em seu futebol anteriormente, e rapidamente acertou o contrato com o clube do Parque São Jorge, passando a treinar no CT, à espera da temporada 2012, com 19 anos na época.
No Timão, Arão era reserva de Ralf, um dos jogadores mais regulares do elenco, que quase nunca se lesionou ou era poupado pelo técnico Tite. Willian Arão ganhou quatro títulos como reserva: a Copa Libertadores da América e o Mundial de Clubes de 2012, além do Campeonato Paulista e da Recopa Sul-Americana de 2013. Foram 18 jogos disputados pelo clube alvinegro, com nenhum gol marcado.

### Portuguesa
Em 6 de agosto de 2013, Willian Arão foi anunciado como contratação da Portuguesa, assinando contrato por empréstimo até o fim do mesmo ano.

### Chapecoense
Foi emprestado para a Chapecoense no início de 2014. Marcou seu primeiro gol como profissional na vitória por 3–2 sobre o Atlético de Ibirama, na Arena Condá. Durante o recesso do Campeonato Brasileiro, a diretoria da Chape confirmou a liberação de William Arão, que retornou para o Corinthians.

### Atlético Goianiense
Sem muito espaço no clube do Parque São Jorge, em 18 de setembro de 2014 foi cedido ao Atlético Goianiense. O volante disputou 13 partidas pelo Dragão e obteve destaque na Série B.

### Botafogo
Ao ter seu contrato com o Timão terminado, em dezembro de 2014, Willian Arão foi anunciado pelo Botafogo como reforço para a temporada 2015. No clube carioca, ganhou rapidamente a titularidade, sendo o segundo jogador que mais atuou na temporada de 2015, atrás apenas do zagueiro Renan Fonseca. Se transformou no principal nome do meio-campo ao longo do ano, com boas atuações no Campeonato Carioca e na Série B. Sagrou-se campeão brasileiro da segunda divisão, sendo um dos principais nomes do clube da Alvinegro.

#### Polêmica saída
Após uma destacada temporada de 2015 pelo Botafogo, o clube tentou renovar o contrato do atleta. Desde agosto a equipe carioca vinha, sem sucesso, tentando renovar com o volante. Após várias tentativas infrutíferas, o Botafogo tentou exercer por duas vezes a cláusula de renovação automática constante no contrato do atleta com o clube (que previa renovação automática por mais um ano, em caso de depósito de 400 mil reais), depositando a quantia combinada na conta de Arão, que devolveu a quantia nas duas vezes.
Arão se valeu de uma mudança de regulamentação da FIFA que entrou em vigor em maio de 2015. A partir dali, estavam proibidos investidores em direitos econômicos de atletas, acabando com a chamada "terceira parte" em um contrato de futebol. A resolução da FIFA informava ainda que os contratos assinados entre janeiro e abril de 2015 — caso de Arão — teriam uma duração máxima de um ano. Já o Botafogo tinha uma outra visão jurídica do caso. O clube confiava na legalidade da cláusula, uma vez que o contrato com o jogador foi assinado em janeiro de 2015, antes da nova regulamentação da FIFA entrar em vigor. A regra não tem efeito retroativo, e o contrato está registrado na CBF e na Federação Carioca.
Como o atleta e o Alvinegro não chegaram a um consenso, o volante precisou ir à justiça para se desvincular oficialmente do clube.
Em dezembro de 2015, o atleta recebeu tutela antecipada que o permitiu se desligar do Alvinegro até o julgamento e deixou o caminho livre para se transferir para qualquer clube.
Em março de 2016, o caso foi julgado em primeira instância, que considerou nula a cláusula de renovação automática que havia em seu contrato. Assim, neste primeiro julgamento, a Justiça deu ganho de causa para o atleta. A Justiça entendeu que o contrato feriu a nova resolução da FIFA que proíbe investidores de ter direitos econômicos de atletas, considerando o próprio jogador como seu "investidor" e dono de parte do montante econômico na renovação. Em junho, o Botafogo recorreu em segunda instância no Tribunal Regional do Trabalho do Rio de Janeiro. O desembargador Bruno Louzada agendou uma audiência de conciliação para o dia 5 de setembro, em seu gabinete no TRT-RJ. Após analisar o processo, ele intimou não só o jogador e seu ex-clube, como também convocou o Flamengo, que originalmente não fazia parte do processo.
No mês de setembro, após a audiência de conciliação, o Flamengo sinalizou com uma oferta informal para tentar encerrar o caso. Além do empréstimo gratuito do meia Adryan, o Rubro-Negro acenou com R$ 3 milhões pelo aluguel de dez jogos no Estádio Nilton Santos.
Em fevereiro de 2017, o Tribunal Regional do Trabalho do Rio (TRT-RJ) julgou o caso, em segunda instância, e negou novamente provimento a recurso do Botafogo, confirmando por mais uma vez a sentença em favor do Arão. Mesmo com os julgamentos favoráveis ao atleta, ainda coube um último recurso no Tribunal Superior do Trabalho, em Brasília.
O "caso Arão" azedou o clima entre os clubes, pois a diretoria do Botafogo acusou o Flamengo de ter assediado o jogador. Por conta disso, o Alvinegro se recusou a conversar sobre outros assuntos com o rival enquanto não recebesse uma indenização que julgava ter direito.

### Flamengo
Foi oficialmente anunciado como reforço do Flamengo no dia 14 de dezembro de 2015. Logo o volante foi elogiado por Muricy Ramalho, então treinador recém-contratado pelo rubro-negro.
| “                | O Arão fez uma grande temporada, chamou atenção de todos os técnicos do Brasil, sem dúvida. É um segundo volante moderno, jovem, que infiltra, faz gol e o mais importante, o jogador escolheu atuar pelo Flamengo. Isso é fundamental, ele está vindo com muita vontade para nos ajudar. | ” |
| — Muricy Ramalho | |   |

#### 2016
Marcou seu primeiro gol com a camisa rubro-negra no dia 24 de janeiro, em um amistoso contra o Santa Cruz. Na ocasião, o Flamengo foi derrotado por 3–1.
Mesmo com o fraco desempenho da equipe nos primeiros seis meses do ano, Willian Arão fez um belo primeiro semestre, sendo o líder de assistências do Flamengo até então. Não a toa, foi escolhido para a seleção do Campeonato Carioca.
Com a saída do técnico Muricy Ramalho e a efetivação do interino Zé Ricardo para o comando da equipe, Arão recebeu a braçadeira de capitão e teve um crescimento na parte defensiva, quando passou a ter números mais expressivos nas roubadas de bola. Não à toa, até a penúltima rodada do Brasileirão, Arão era o maior ladrão de bolas do campeonato, com 108 desarmes certos.
Suas excelentes atuações no Campeonato Brasileiro lhe renderam uma vaga na Seleção do primeiro turno do campeonato, eleita pela redação do Esporte Interativo, além do tradicional prêmio Bola de Prata da ESPN/Placar.

#### 2017
No jogo contra o Vitória, na Ilha do Urubu, pelo Campeonato Brasileiro, Arão completou 100 jogos com a camisa rubro-negra. No entanto, o time baiano venceu por 2–0. Já na partida contra o Fluminense, no Maracanã, Arão marcou gol de cabeça no finalzinho do jogo, garantindo o empate em 3–3 (4–3 agregado) e a vaga do Flamengo na semifinal da Copa Sul-Americana.

#### 2018
Após cair de rendimento e ir parar na reserva, Arão chegou a ser negociado e ter a venda quase sacramentada ao Olympiacos, da Grécia, em agosto, por 2,5 milhões de euros (10 milhões de reais), faltando somente o clube grego garantir o depósito do dinheiro, mas a negociação falhou. Após isso, Arão continuou no clube e conseguiu recuperar seu espaço, voltando a ser titular e ter atuações boas, o que acabou rendendo uma renovação de contrato até dezembro de 2019.
Em 18 de novembro, foi o herói rubro-negro ao fazer o único gol da vitória por 1–0 sobre Sport, válida pela 35ª rodada do Brasileirão.

#### 2019
No dia 21 de abril, Arão marcou, de cabeça, o primeiro gol rubro-negro na segunda partida da final do Campeonato Carioca, contra o Vasco da Gama, ajudando a equipe a sagrar-se campeã do certame pela 35ª vez.
Com a chegada do técnico português Jorge Jesus ao clube, em junho, Arão passou a jogar como primeiro volante. Ou seja, com mais obrigações defensivas.
Ainda em 2019, completou 200 jogos pelo Flamengo dia 10 de agosto, na vitória por 3–1 sobre o Grêmio na 14° rodada do Brasileirão, marcando ainda o primeiro gol rubro-negro na partida.
| “                                  | Me sinto feliz e honrado por vestir essa camisa por duzentas vezes, não é pra qualquer jogador. A gente sabe que nem sempre a gente vai jogar bem e agradar a todos. O importante é estar ciente de que sempre dei o meu melhor em todas as partidas, sempre dei o meu sangue e a minha vida por essa camisa, só tenho agradecer a torcida pelas críticas construtivas e também pelo apoio. Meu objetivo maior é conquistar grandes títulos com essa camisa. | ” |
| — Arão, em entrevista à Rádio Tupi | |   |

#### 2020
Marcou seu primeiro gol na temporada num empate por 1–1 com o Racing, válido pelas oitavas de final da Libertadores. Na ocasião, Willian Arão balançou as redes aos 47 minutos do segundo tempo, levando a partida para os pênaltis — o jogo de ida também havia sido 1–1. Porém, o volante acabou perdendo sua penalidade e o Flamengo acabou sendo eliminado da competição após ser derrotado por 5–3 nos pênaltis.
Nesse ano tornou-se o jogador que mais vestiu a camisa do Flamengo na década (2011–2020), com 278 partidas pelo clube.

#### 2021
Foi improvisado como zagueiro pela primeira vez pelo treinador Rogério Ceni no dia 21 de janeiro, na vitória por 2–0 sobre o Palmeiras em jogo da 31ª rodada do Campeonato Brasileiro de 2020, tendo uma atuação elogiada e segura. No dia 14 de fevereiro, Arão marcou um dos gols na vitória por 2–1 sobre o Corinthians, pela 36ª rodada do Brasileirão.
Ceni começou a optar por colocar Willian Arão de zagueiro para trazer Diego Ribas à titularidade e compor seu lugar no meio-campo. Até a vitória contra o Bangu, no dia 31 de março, Arão tinha atuado em 10 jogos como zagueiro. Segundo o FootStats, o aproveitamento defensivo subiu de 49% para 79%, as interceptações e desarmes subiram 62% e 37%, respectivamente, e a queda nos gols sofridos em 36%.
Em 20 de abril, em jogo válido pela primeira rodada da fase de grupos da Copa Libertadores, o jogador fez o primeiro gol do Flamengo na vitória de virada por 3–2 sobre o Vélez Sarsfield, após receber assistência de Gerson. Em 11 de maio, fez um dos gols do Flamengo no empate de 2–2 contra o Unión La Calera, em jogo válido pela 4ª rodada da fase de grupos da Libertadores.
Na véspera de sua partida de número 300 pelo Flamengo, Arão foi homenageado pelo clube com um especial no canal do clube no YouTube dedicado ao jogador pela marca alcançada. Pessoas como o ex-técnico do Flamengo, Jorge Jesus, que se tornou um amigo de Arão e jogadores que atingiram a marca, como Júnior Baiano, Juan, Maestro Júnior, Fábio Baiano e Léo Moura, também o parabenizaram pelo feito.
Em 18 de maio, Arão atingiu a marca de 300 jogos com a camisa do Flamengo, no empate de 2–2 contra a LDU, começando o jogo como o capitão da equipe. Porém, o que era para ser um dia memorável, se tornou um dia decepcionante, tendo Arão sido expulso logo no começo do jogo, após em uma disputa de bola, levantar a perna e acertar o rosto de Luis Amarilla. Curiosamente, Arão repetiu o mesmo feito de Léo Moura, que também foi expulso em seu jogo de número 300 pelo rubro-negro.
No dia 7 de julho, marcou o gol do Flamengo na derrota de 2–1 para o Atlético Mineiro, válida pela 10ª rodada do Campeonato Brasileiro. Já no dia 18 de agosto, contra o Olimpia, o volante fez um dos gols do Flamengo na goleada por 5–1, válida pelas quartas de final da Libertadores. Foi eleito para o seleção da Libertadores e para equipe ideal do jornal El País na temporada.

#### 2022
Teve uma atuação de destaque em 16 de fevereiro. Arão entrou ainda no final do primeiro tempo no lugar de Andreas Pereira, que fazia uma má partida. Com o segundo rolando, foi crucial para ajudar o Flamengo a virar o jogo e vencer o Madureira por 2–1 na 7ª rodada do Campeonato Carioca, ao dar uma assistência para Éverton Ribeiro marcar o primeiro e fazer o segundo gol.
Arão atingiu 350 jogos pelo Flamengo em 23 de fevereiro, na vitória por 3–1 sobre o Botafogo, seu ex-clube, pela 8ª rodada do Campeonato Carioca. O volante foi decisivo no dia 20 de março, ao fazer o gol do rubro-negro na vitória de 1–0 sobre o Vasco, no jogo de volta nas semifinais do Campeonato Carioca. Com esse gol, Arão chegou a 32 gols feitos pelo rubro-negro e entrou no top 100 de maiores artilheiros da história do clube, ficando na posição 94ª juntamente com outros oito atletas que jogaram no clube.
No dia 14 de maio, contra o Ceará, Arão marcou dois gols no empate em 2–2. O jogador voltou a balançar as redes no jogo seguinte, contra a Universidad Católica, na vitória por 3–0. Willian Arão ficou no Flamengo até julho de 2022, tendo conquistado quatro Campeonatos Cariocas (2017, 2019, 2020 e 2021), dois Brasileirões (2019 e 2020), duas Libertadores (2019 e 2022), uma Copa do Brasil (2022), duas Supercopas do Brasil (2020 e 2021) e uma Recopa Sul-Americana (2020).

### Fenerbahçe
Foi anunciado como reforço do Fenerbahçe, da Turquia, no dia 14 de julho de 2022. A contratação girou em torno de três milhões de euros (16 milhões de reais), e o volante assinou por duas temporadas com a possibilidade de renovação por mais uma. Arão marcou seu primeiro gol pelo clube no dia 3 de novembro, na vitória por 2–0 contra o Dínamo de Kiev, fora de casa, válida pela Liga Europa da UEFA.
Conquistou seu primeiro título pela equipe no dia 11 de junho de 2023, ao sagrar-se campeão da Copa da Turquia. Titular na final realizada no Estádio Gürsel Aksel, Willian Arão teve boa atuação e viu o Fenerbahçe vencer o Istanbul Basaksehir por 2–0, com dois gols de Michy Batshuayi. O volante brasileiro participou do segundo gol, dando uma assistência ao cruzar na pequena área e contar com a falha do goleiro Muhammed Sengezer.
Arão encerrou sua única temporada com presença destacada no Fenerbahçe, sendo titular em 78% das 31 partidas disputadas da Liga. Campeão da Copa da Turquia, o jogador encerrou a passagem com 45 jogos, um gol e quatro assistências. Mesmo atuando como primeiro volante, contribuiu com quatro assistências, consolidando-se como um dos jogadores importantes da equipe. Sua atuação confirmou a preferência do técnico Jorge Jesus, e Arão se adaptou bem ao novo país.

### Panathinaikos
Após a saída de Jorge Jesus, o volante brasileiro também deixou o Fenerbahçe e acertou com o Panathinaikos, da Grécia, no dia 15 de agosto de 2023. Willian Arão estreou pelo novo clube no dia 3 de setembro, em uma partida contra o PAOK. Em sua segunda partida como titular pelo Panathinaikos, no dia 28 de setembro, Willian Arão marcou seu primeiro gol pelo clube, abrindo o placar na goleada por 4–1 sobre o Asteras Tripolis. A partida, válida pelo Campeonato Grego, foi disputada fora de casa.
No dia 20 de maio de 2025, o Panathinaikos anunciou, por meio de suas redes sociais, a saída de Willian Arão. Pelo time grego, o jogador disputou um total de 84 partidas, marcou quatro gols e conquistou a Copa da Grécia na temporada 2023–24.
Em 20 de maio de 2025, o clube grego comunicou a saída do jogador via redes sociais. Arão atuou em 83 partidas, 68 como titular. Marcou quatro gols, deu quatro assistências e conquistou a Copa da Grécia na temporada 23-24.

### Santos
Em 1 de julho de 2025, o Santos anunciou a contratação do volante Willian Arão. O jogador chega para reforçar o meio-campo do Peixe, com contrato até 31 de dezembro de 2026, com gatilho para renovação por mais uma temporada.

## Seleção Nacional
No dia 19 de janeiro de 2017, Arão foi convocado pela primeira vez para a Seleção Brasileira. Neste dia o técnico Tite divulgou uma lista com 23 nomes para o chamado Jogo da Amizade. Como este amistoso contra a Colômbia foi agendado fora da Data FIFA, apenas atletas que atuam no futebol brasileiro foram convocados. O Brasil venceu por 1–0, com o gol sendo marcado por Dudu.

## Estatísticas
Atualizadas até 27 de dezembro de 2022

### Clubes
| Clube               | Temporada         | Campeonato nacional | Campeonato nacional | Campeonato nacional | Copa nacional[a] | Copa nacional[a] | Copa nacional[a] | Competições internacionais[b] | Competições internacionais[b] | Competições internacionais[b] | Outros torneios[c] | Outros torneios[c] | Outros torneios[c] | Total | Total | Total   |
| Clube               | Temporada         | Jogos               | Gols                | Assist.             | Jogos            | Gols             | Assist.          | Jogos                         | Gols                          | Assist.                       | Jogos              | Gols               | Assist.            | Jogos | Gols  | Assist. |
| ------------------- | ----------------- | ------------------- | ------------------- | ------------------- | ---------------- | ---------------- | ---------------- | ----------------------------- | ----------------------------- | ----------------------------- | ------------------ | ------------------ | ------------------ | ----- | ----- | ------- |
| Corinthians         | 2012              | 8                   | 0                   | 0                   | —                | —                | —                | 0                             | 0                             | 0                             | 1                  | 0                  | 0                  | 9     | 0     | 0       |
| Corinthians         | 2013              | 3                   | 0                   | 0                   | —                | —                | —                | 0                             | 0                             | 0                             | 6                  | 0                  | 0                  | 9     | 0     | 0       |
| Corinthians         | Total             | 11                  | 0                   | 0                   | 0                | 0                | 0                | 0                             | 0                             | 0                             | 7                  | 0                  | 0                  | 18    | 0     | 0       |
| Portuguesa          | 2013              | 13                  | 0                   | 0                   | —                | —                | —                | 2                             | 0                             | 0                             | —                  | —                  | —                  | 15    | 0     | 0       |
| Portuguesa          | Total             | 13                  | 0                   | 0                   | 0                | 0                | 0                | 2                             | 0                             | 0                             | 0                  | 0                  | 0                  | 15    | 0     | 0       |
| Chapecoense         | 2014              | 2                   | 0                   | 0                   | 1                | 0                | 0                | —                             | —                             | —                             | 13                 | 1                  | 0                  | 16    | 1     | 0       |
| Chapecoense         | Total             | 2                   | 0                   | 0                   | 1                | 0                | 0                | 0                             | 0                             | 0                             | 13                 | 1                  | 0                  | 16    | 1     | 0       |
| Atlético Goianiense | 2014              | 13                  | 0                   | 0                   | —                | —                | —                | —                             | —                             | —                             | —                  | —                  | —                  | 13    | 0     | 0       |
| Atlético Goianiense | Total             | 13                  | 0                   | 0                   | 0                | 0                | 0                | 0                             | 0                             | 0                             | 0                  | 0                  | 0                  | 13    | 0     | 0       |
| Botafogo            | 2015              | 35                  | 5                   | 3                   | 4                | 1                | 1                | —                             | —                             | —                             | 20                 | 1                  | 1                  | 59    | 7     | 5       |
| Botafogo            | Total             | 35                  | 5                   | 3                   | 4                | 1                | 1                | 0                             | 0                             | 0                             | 20                 | 1                  | 1                  | 59    | 7     | 5       |
| Flamengo            | 2016              | 37                  | 4                   | 2                   | 4                | 0                | 3                | 2                             | 0                             | 0                             | 21                 | 4                  | 3                  | 64    | 8     | 8       |
| Flamengo            | 2017              | 30                  | 1                   | 3                   | 6                | 0                | 0                | 16                            | 4                             | 3                             | 16                 | 4                  | 1                  | 68    | 9     | 7       |
| Flamengo            | 2018              | 23                  | 2                   | 3                   | 3                | 0                | 0                | 3                             | 0                             | 0                             | 4                  | 0                  | 0                  | 33    | 2     | 3       |
| Flamengo            | 2019              | 35                  | 2                   | 6                   | 3                | 1                | 0                | 13                            | 0                             | 1                             | 15                 | 2                  | 1                  | 66    | 5     | 8       |
| Flamengo            | 2020              | 32                  | 1                   | 1                   | 4                | 0                | 0                | 7                             | 1                             | 0                             | 14                 | 0                  | 0                  | 57    | 2     | 1       |
| Flamengo            | 2021              | 30                  | 1                   | 0                   | 6                | 0                | 1                | 11                            | 3                             | 0                             | 8                  | 0                  | 0                  | 55    | 4     | 1       |
| Flamengo            | 2022              | 14                  | 2                   | 0                   | 1                | 0                | 0                | 6                             | 1                             | 0                             | 13                 | 2                  | 2                  | 34    | 5     | 2       |
| Flamengo            | Total             | 201                 | 13                  | 15                  | 27               | 1                | 4                | 58                            | 9                             | 4                             | 91                 | 12                 | 7                  | 377   | 35    | 30      |
| Fenerbahçe          | 2022–23           | 13                  | 0                   | 3                   | 1                | 0                | 0                | 7                             | 1                             | 0                             | 0                  | 0                  | 0                  | 21    | 1     | 3       |
| Fenerbahçe          | Total             | 13                  | 0                   | 3                   | 1                | 0                | 0                | 7                             | 1                             | 0                             | 0                  | 0                  | 0                  | 21    | 1     | 3       |
| Total na carreira   | Total na carreira | 288                 | 18                  | 21                  | 33               | 2                | 5                | 67                            | 10                            | 4                             | 131                | 14                 | 8                  | 519   | 43    | 38      |

- a. ^ Jogos da Copa do Brasil
- b. ^ Jogos da Copa Libertadores da América, Copa do Mundo de Clubes da FIFA, Recopa Sul-Americana, Copa Sul-Americana e Liga dos Campeões da UEFA
- c. ^ Jogos do Campeonato Paulista, Campeonato Catarinense, Campeonato Carioca, Troféu Asa Branca, Taça Chico Science, Primeira Liga do Brasil e Supercopa do Brasil

### Seleção Brasileira
Abaixo estão listados todos e jogos e gols do futebolista pela Seleção Brasileira. Abaixo da tabela, clique em expandir para ver a lista detalhada dos jogos de acordo com a categoria selecionada.
| Ano   |       |      |         |       |
| Ano   | Jogos | Gols | Assist. | Média |
| ----- | ----- | ---- | ------- | ----- |
| 2017  | 1     | 0    | 0       | 0     |
| Total | 1     | 0    | 0       | 0     |

|    | Data                  | Local                                       | Resultado | Adversário | Gols | Assist. | Competição                |
| -- | --------------------- | ------------------------------------------- | --------- | ---------- | ---- | ------- | ------------------------- |
| 1. | 25 de janeiro de 2017 | Estádio do Engenhão, Rio de Janeiro, Brasil | 1–0       | Colômbia   | 0    | 0       | Amistoso: Jogo da Amizade |

## Títulos

### Base
São Paulo
- Copa São Paulo de Futebol Júnior: 2010[83]

### Profissional
Corinthians
- Copa Libertadores da América: 2012
- Copa do Mundo de Clubes da FIFA: 2012
- Campeonato Paulista: 2013
- Recopa Sul-Americana: 2013

Botafogo
- Campeonato Brasileiro - Série B: 2015

Flamengo
- Campeonato Carioca: 2017, 2019, 2020 e 2021
- Campeonato Brasileiro: 2019 e 2020
- Copa Libertadores da América: 2019 e 2022
- Supercopa do Brasil: 2020 e 2021
- Recopa Sul-Americana: 2020
- Copa do Brasil: 2022

Fenerbahçe
- Copa da Turquia: 2022–23

Panathinaikos
- Copa da Grécia: 2023–24

### Prêmios individuais
- Seleção do Campeonato Carioca: 2016[29]
- Bola de Prata: 2016 e 2019[84]
- Troféu Mesa Redonda – Seleção da Temporada: 2016 e 2019[85]
- Seleção da Copa Libertadores da América: 2019[86][87] e 2021
- Equipe Ideal das Américas (El País): 2021[88]